# Sylvicola philippinus
Sylvicola philippinus är en tvåvingeart som först beskrevs av Edwards 1929.  Sylvicola philippinus ingår i släktet Sylvicola och familjen fönstermyggor.
Artens utbredningsområde är Filippinerna. Inga underarter finns listade i Catalogue of Life.